# Tawaraya-Ryokan

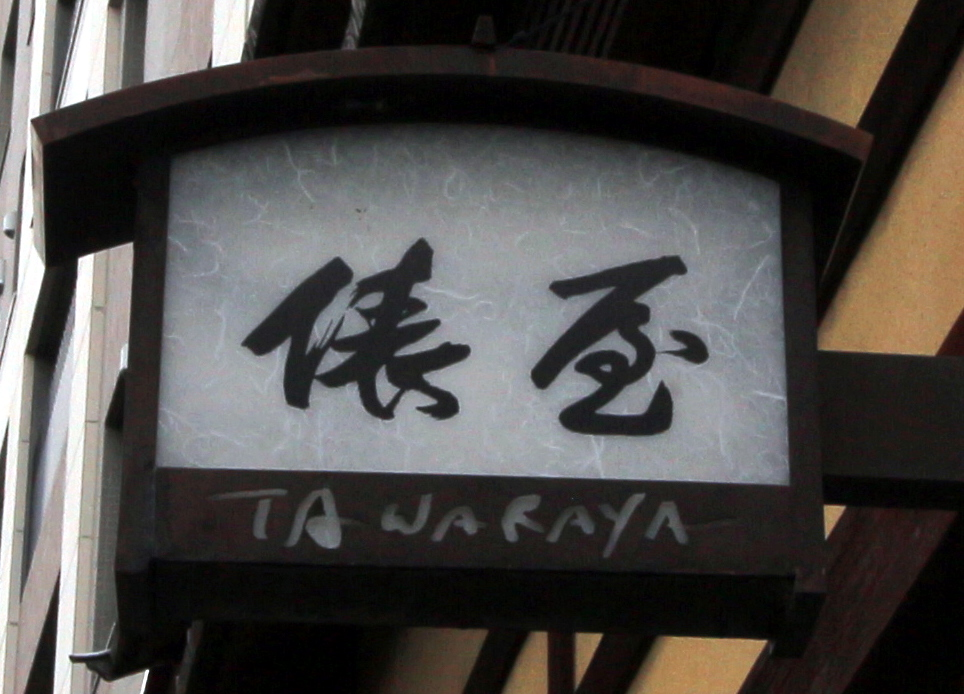
Aushängeschild des Ryokans

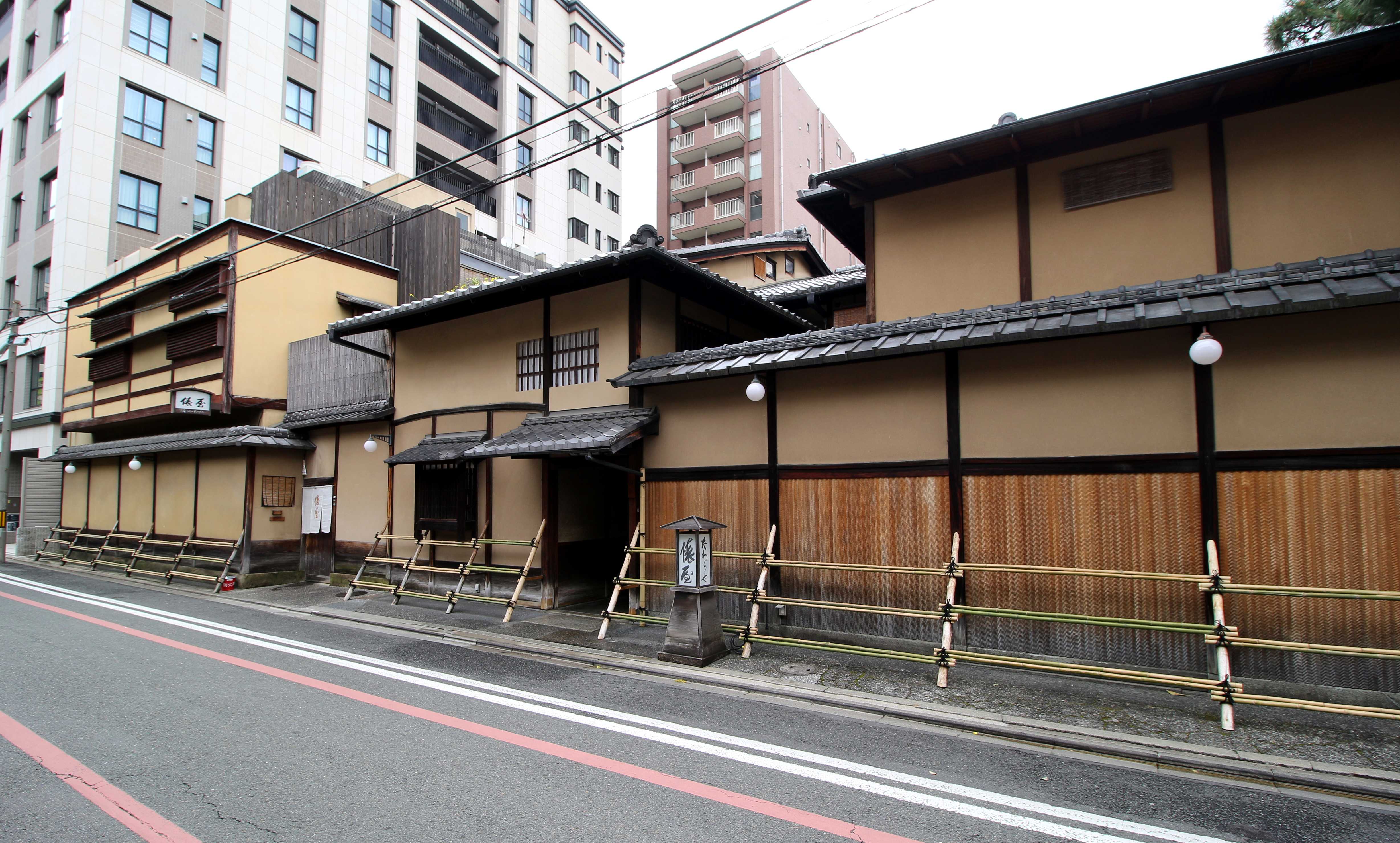
Außenfassade des Ryokans

K.K. Tawaraya-Ryokan (jap. 株式会社俵屋旅館, Kabushiki kaisha Tawaraya Ryokan) ist eine Luxusherberge in Nakagyō-ku, Kyōto, Japan, die zu den ältesten Pensionen weltweit zählt.
Seine Gründungsgeschichte reicht 300 Jahre zurück. Dieses Ryokan wird, seit der Gründung durch den aus Tawara stammenden Textil-Händler Wasuke Okazaki, seit 12 Generationen traditionell von derselben Familie geführt. Die derzeitige Leiterin ist Toshi Okazaki Satow. Die Pension hat 18 Zimmer, in denen eine Übernachtung umgerechnet etwa 800 Euro kostet.
Der Oktober-Ausgabe 1974 des Forbes-Magazins zufolge gehört das Tawaraya zu den acht exklusivsten Hotels der Welt. Nach einem Artikel des New York Times-Magazines vom 5. März 1995 ist das Essen (Kaiseki) des Tawaraya eines der besten von ganz Kyōto. Es wird nur in den Zimmern serviert.
Weiter heißt es in dem Artikel der New York Times, die Einrichtung sei traditionell Japanisch und im Vergleich zu westlichen Luxusherbergen eher spartanisch als opulent gehalten. Alle Zimmer verfügen über private traditionelle Japanische Gärten. Die Badezimmer verfügen über japanische Holzzuber, in denen das heiße Wasser schon eingelassen ist, wenn der Gast den Raum betritt.
Einem Artikel des Gourmet-Magazins zufolge brannte die Herberge zweimal nieder und wurde wieder aufgebaut. Der erste Brand ereignete sich 1788 während der Großes Feuer von Temmei genannten Feuersbrunst, die große Teile Kyōtos vernichtete. Das zweite Mal brannte das Tawaraya 1864 zur Zeit der Machtkämpfe im Verlauf der Meiji-Restauration ab. Das Tawaraya zählt zu den von der Japan Ryokan Association als First-Class eingestuften 19 Ryokans von Kyōto.

## Berühmte Gäste
- Jean-Paul Sartre
- Simone de Beauvoir
- Karl Gustav und Silvia von Schweden
- Leonard Bernstein
- Marlon Brando
- Barbra Streisand
- Saul Bellow
- Isaac Stern
- Alfred Hitchcock
- Pierre Trudeau
- Walter Cronkite
- Linus Pauling
- Michelangelo Antonioni
- Itō Hirobumi der erste Ministerpräsident Japans
- Prinz Kido
- Prinz Iwakura
- Steve Jobs